# Riviersonderend
Riviersonderend (deutsch: „Fluss ohne Ende“) ist eine Stadt in der Lokalgemeinde Theewaterskloof, im Distrikt Overberg der südafrikanischen Provinz Westkap.
Benannt ist die Stadt nach dem Flussnamen in Afrikaans Sonderend River, der am Fuß der Sonderend-Berge entspringt.

## Geographie
Die Stadt liegt an der Nationalstraße N2 in einer Höhe von 155 Meter über dem Meeresspiegel. 2011 hatte die Stadt 5245 Einwohner in 1483 Haushalten. Kapstadt ist 160 Kilometer, Swellendam 63 Kilometer entfernt.

## Geschichte
Die Stadtgründung erfolgte 1923, als Frau Edith McIntyre ihre Farm Tierhoek an die örtliche Gemeinde der niederländisch-reformierten Kirche Südafrikas verkaufte.

## Sehenswürdigkeiten

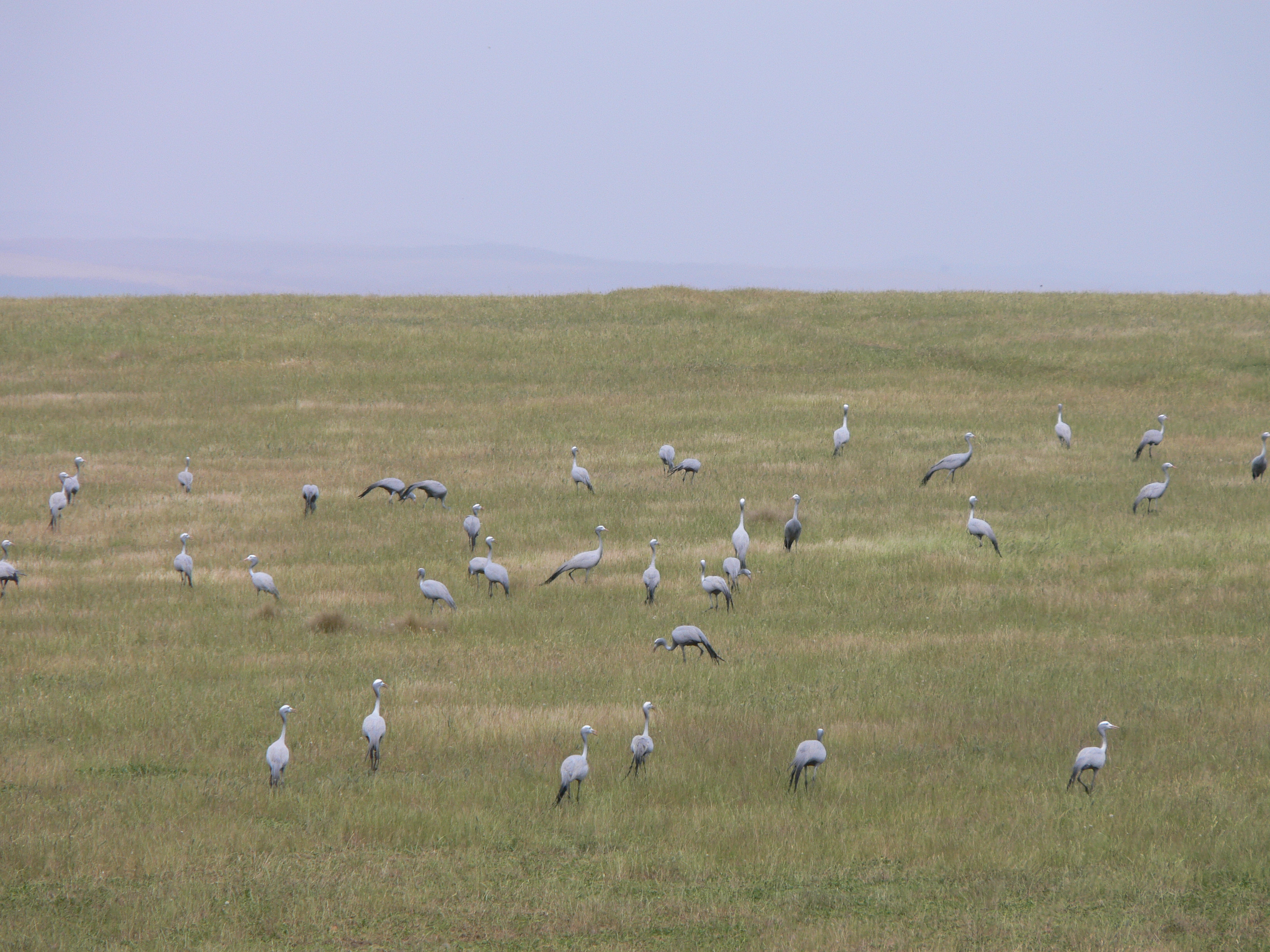
Paradieskranichkolonie

- Riviersonderend Nature Reserve (25.009 Hektar)
- große Kolonien des Paradieskranichs (Anthropoides paradisea)